# Genetic engineer's
|  | Denne artikel er oprettet af botten Steenthbot ud fra en ekstern database. Den kan derfor have sproglige fejl eller mangler. Denne skabelon kan fjernes efter kontrol af indholdet. |

Genetic engineer's er en dansk eksperimentalfilm fra 1989 instrueret af Torben Skjødt Jensen.

## Handling
Anderledes musikvideo i Revolt-virkelighed, drøm og drengestreger (we go organic). Indgår i samlingen "Life as a remix" og er den tredje i rækken af T.S.J. musikfilm på videoværkstedet